# Léonais
Pour les articles homonymes, voir Léonais.

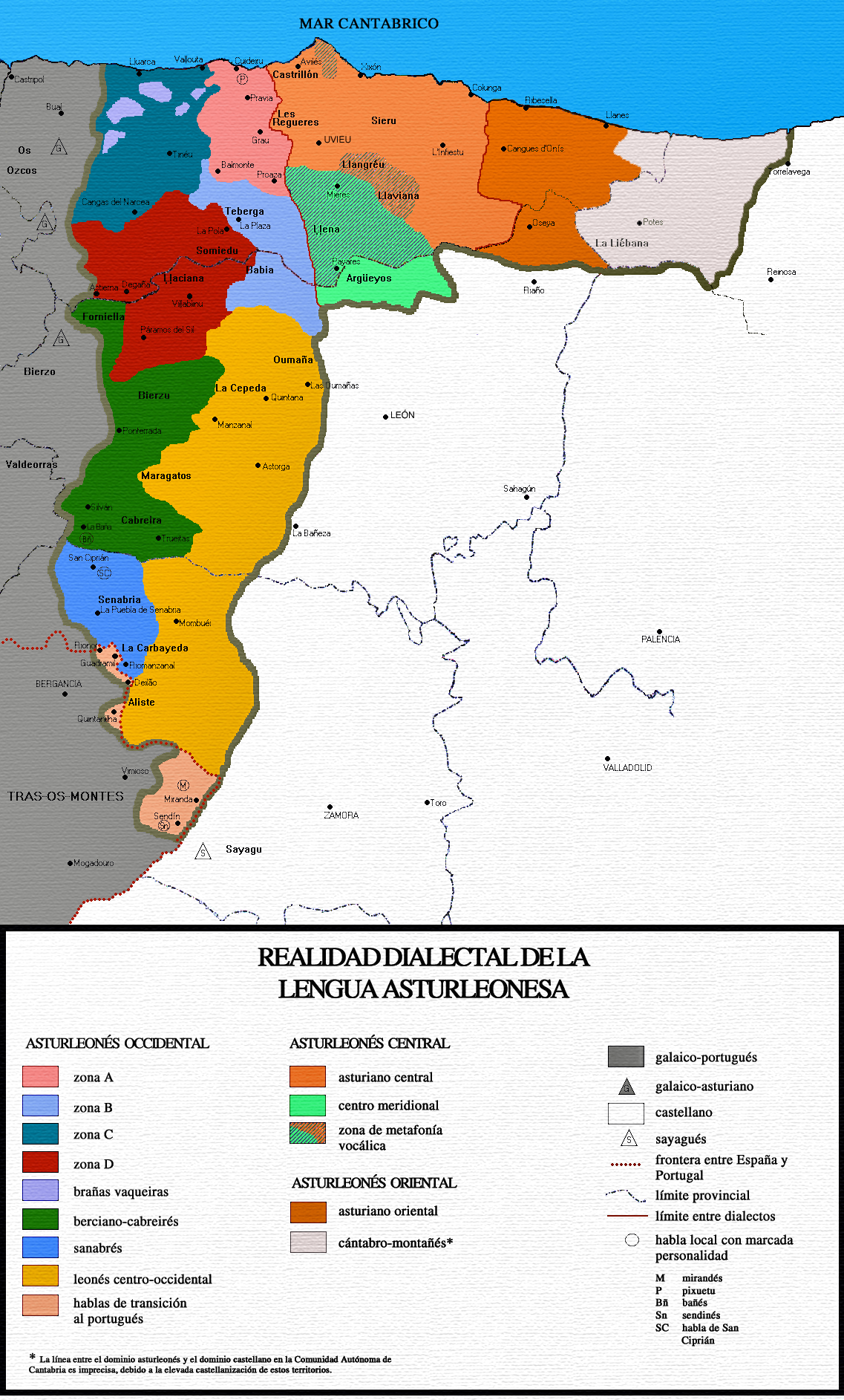

Le léonais (llionés) est un dialecte du domaine linguistique astur-léonais, parlé en Espagne dans les provinces de León et Zamora, ainsi que dans certains villages du district de Bragance au Portugal. Il est directement issu du latin vulgaire, avec des contributions des langues paléo-hispaniques.
Le terme est également fréquemment utilisé pour désigner l'astur-léonais dans son ensemble.

## Présentation

### Classification
Les leoneses actuels sont principalement inclus dans le dialecte occidental des asturleonés, qui est également le plus répandu dans les Asturies, occupant la majeure partie de l'ouest des Asturies depuis la côte du golfe de Gascogne et qui comprend également les mirandés de Miranda do Douro au Portugal .  asturléonés est une langue qui a évolué à partir du latin, et est incluse dans les langues romanes de l' ibéro- roman . À son tour, cette langue est subdivisée en trois dialectes ou blocs linguistiques (occidental, central et oriental) qui retracent verticalement la division réelle de la langue du nord au sud, des Asturies au nord du Portugal:
- Bloc occidental : C'est le bloc avec la plus grande extension territoriale des Asturies et du León, et c'est le seul parlé au Portugal. En Espagne, il englobe les communes occidentales et les régions des Asturies, León et Zamora, tandis qu'au Portugal, il est situé dans la municipalité de Miranda do Douro et les villes de Río de Onor et Guadramil. C'est le dialecte utilisé comme base normative à León et à Miranda, et dans les Asturies, il a également ses propres règlements utilisés par plusieurs auteurs qui l'ont comme dialecte de leur mère. Caractéristiques, devant le bloc central:
  - Conservation des diphtongues décroissantes ei et ou (comme dans caldeiru et cousa ).
  - Pluriels féminins en -as ( maisons , vaches ), bien qu'à San Ciprián de Sanabria il y ait aussi des pluriels féminins en -es .
  - Il a trois solutions possibles dans la diphtongation ou la courte tonique latine ( porte , puarta , puorta ).

- Bloc central : Il regroupe les sous-dialectes du centre des Asturies et ceux de la région d'Argüellos de León. Bien que son extension territoriale soit inférieure à celle de l'ouest au sein même des Asturies, elle regroupe un plus grand nombre de locuteurs car la zone centrale de la communauté autonome asturienne où elle est parlée est la plus peuplée de tout le domaine linguistique avec trois grands noyaux de population, Oviedo, Gijón et Avilés. C'est celui qui a servi de base à l'asturléon normatif le plus utilisé dans les Asturies par les écrivains, les journalistes et les institutions publiques, bien que l'ouest et l'est aient également des réglementations adaptées avec une certaine utilité, en particulier dans le cas de l'asturleonien occidental. Différences les plus notables entre le dialecte central asturléonien et occidental:
  - Monophtongues de diphtongues décroissantes ( calderu , chose ).
  - Existence d'un troisième genre neutre en -o en adjectifs pour d'innombrables concepts continus, collectivités et résumés (la terre humide, l'herbe sèche, le jeune homme, un matin froid ...). Ce genre neutre est également présent dans le bloc de l'Est, mais il est inexistant dans celui de l'Ouest.
  - Se terminant par -es pour les pluriels féminins ( les cases , les vaques ), sauf dans Alto Aller, Lena (vallée de la Huerna), Argüellos, Gordón et l'ancien concile d'Alba (La Robla, León) où le pluriel est fait en - ace .
  - Diphtongisation unique ou courte latine ( porte ).

- Bloc de l'Est : Il couvre les sous-dialectes orientaux des Asturies et la partie nord-est de la province de León. L'une des principales caractéristiques qui le différencie des deux autres dialectes précédents :
  - L' initiale latine f- devient un h- aspiré.

En ce qui concerne la dialectologie du territoire léonais, il existe des sous-dialectes ou des entités mineures comme le Berciano- Sanabrés, le Cepedano-Alistano, le Léonais-Ripare et l'Extrême-Léonais. 
Quant au discours de transition, on trouve des zones dialectales à forte influence asturienne comme l'Estrémadure, la Cantabrie ou Salamanque.